# Mikoyan-Gurevich I-270
Il Mikoyan-Gurevich I-270 (in alfabeto cirillico Микояна и Гуревича И-270) fu un prototipo di caccia intercettore monomotore a razzo ad ala dritta progettato dall'OKB 155 diretto da Artëm Ivanovič Mikojan e Michail Iosifovič Gurevič e sviluppato in Unione Sovietica negli anni quaranta.
Tra i primi caccia sovietici dotati di propulsione a razzo, venne progettato sulla base delle analisi compiute sui Messerschmitt Me 262 e Junkers Ju 248 di produzione tedesca e soprattutto del Messerschmitt Me.163 catturati durante le ultime fasi della seconda guerra mondiale, e sullo studio degli schemi del Walter HWK 109-509.
Dotato di cabina di pilotaggio pressurizzata, doveva ricoprire il ruolo di intercettore ma la limitata autonomia, lo sviluppo della nuova tecnologia dei motori a reazione, gli incidenti che comportarono la distruzione dei due prototipi costruiti, lo sviluppo di razzi antiaerei portarono alla cancellazione del progetto.

## Utilizzatori
Unione Sovietica
- Voenno-vozdušnye sily